# Иванов, Борис Николаевич (футболист)
Борис Николаевич Иванов (18 января 1925, пос. Реутово — 14 июня 2004, Екатеринбург) — советский футболист, нападающий, тренер.

## Биография
Родился 18 января 1925 года в фабричном посёлке Реутово Разинской волости Московского уезда Московской губернии.
Участник Великой Отечественной войны, награждён орденами Отечественной войны I степени (01.08.1986), Красной Звезды, медалями. Воинское звание на момент окончания службы — подполковник запаса.
С 1946 года выступал в футбольных соревнованиях за свердловский армейский клуб ОДО. Становился лучшим бомбардиром своего клуба в 1948 году (9 голов) и 1949 году (17 голов). В 1951 году числился в московском ЦДСА, но ни одного матча не сыграл. В 1953 году, когда армейские команды были временно распущены, выступал за «Авангард» (Свердловск).
В 1955 году в составе ОДО (Свердловск) стал победителем класса «Б». Дебютный матч в классе «А» сыграл 1 апреля 1956 года против московского «Спартака», а первый гол забил в своём втором матче, 8 апреля в ворота киевского «Динамо». Всего в высшей лиге сыграл 20 матчей и забил 6 голов.
В 1956 году принимал участие в Спартакиаде народов СССР в составе сборной РСФСР.
В 1957 году прекратил выступления в соревнованиях мастеров, однако затем выступал за свердловских армейцев в соревнованиях КФК.
Окончил Свердловский юридический институт и Высшую школу тренеров.
Работал в тренерском штабе свердловских СКА и «Уралмаша». Более 10 лет возглавлял команду РТИ, выступавшую в соревнованиях КФК.
Скончался в Екатеринбурге 14 июня 2004 года на 80-м году жизни. Похоронен на Северном кладбище Екатеринбурга.